# Ваймаствере
Ва́ймаствере (эст. Vaimastvere) — деревня в волости Йыгева уезда Йыгевамаа, Эстония.

## География и описание
Расположена в 105 км к юго-востоку от Таллина и в 9 км к северо-западу от уездного и волостного центра — города Йыгева. Высота над уровнем моря — 91 метр.
По территории деревни протекает река Кааве.
К западу от Ваймаствере, возле заповедника Эндла, находится деревня Эндла. К югу от Ваймаствере расположена бывшая деревня Онурме, к юго-западу — бывшая деревня Тирма (обозначены на карте 1862 года).
Через Ваймаствере проходит шоссе Тарту—Йыгева—Аравете.
Климат умеренный. Официальный язык — эстонский. Почтовый индекс — 48446.

## Население
По данным переписи населения 2021 года, в деревне проживали 244 человека, из них 238 (98,9 %) — эстонцы.
Численность населения деревни Ваймаствере по данным переписей населения:
| Год  | 1979 | 1989  | 2000  | 2011  | 2021  |
| ---- | ---- | ----- | ----- | ----- | ----- |
| Чел. | 308  | ↗ 360 | ↘ 353 | ↘ 254 | ↘ 244 |

## История
В письменных источниках 1527 года упоминается Wammeszfehr, 1552 года — Wemsteuer (мыза), 01 год]]а — Waymastwer.
Изначально была деревня, затем здесь была основана мыза Ваймастфер, и деревня с географических карт исчезла. На военно-топографических картах Российской империи (1846–1863 годы), в состав которой входила Эстляндская губерния, обозначена мыза Ваймастферъ.
В 1921 году, в ходе земельной реформы, земли мызы были поделены на две деревни, которые стали называть по сторонам света: Эха (эст. Eha — с эст.  «закат») и Койду (эст. Koidu — с эст. «заря», «восход»). В 1977 году, в ходе кампании по укрупнению деревень, эти деревни объединили в деревню Ваймаствере.
Численность населения деревень Эха и Койду (вместе) по данным переписей населения:
| Год  | 1959 | 1970  |
| ---- | ---- | ----- |
| Чел. | 228  | ↗ 268 |

Среди владельцев мызы  Ваймастфер были разные дворянские семейства: Шварцы, Хойнинген-Гюне (Hoyningen-Huene), Кампенгаузены, Штейнгейли, Грюнвальдты (Grünwaldt) и Эттингены. Последними владельцами мызы перед её национализацией были Браши (Brasch). Главное здание мызы, вероятно, было построено в середине XIX века. С 1921 года в нём работала школа. Здание сгорело в 1995 году. Мызный парк и бывший амбар мызы (построен в 1854 году, значительно перестроен в 1970-х годах, отреставрирован в 2004 году) внесены в Государственный регистр памятников культуры Эстонии. В парке уставлен памятник Освободительной войне.
На территории деревни находится торфяное болото Ваймаствере, где добывают торф.
В деревне работает школа Ваймаствере и библиотека Ваймаствере.

## Известные уроженцы
В Ваймаствере родился эстонский писатель Хуго Раудсепп (1883—1952). В мызном парке установлен памятник писателю.

## Галерея

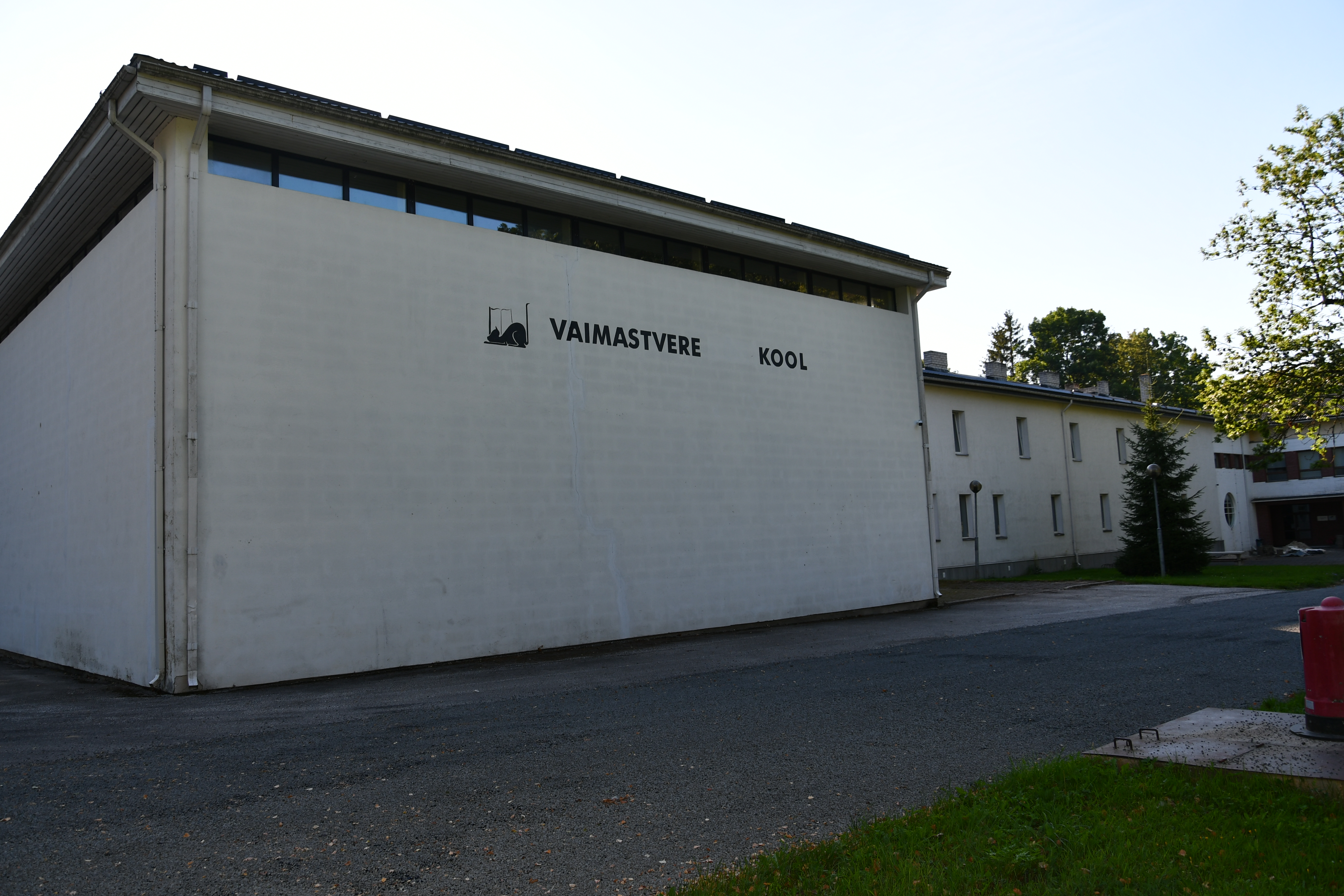
Школа Ваймаствере
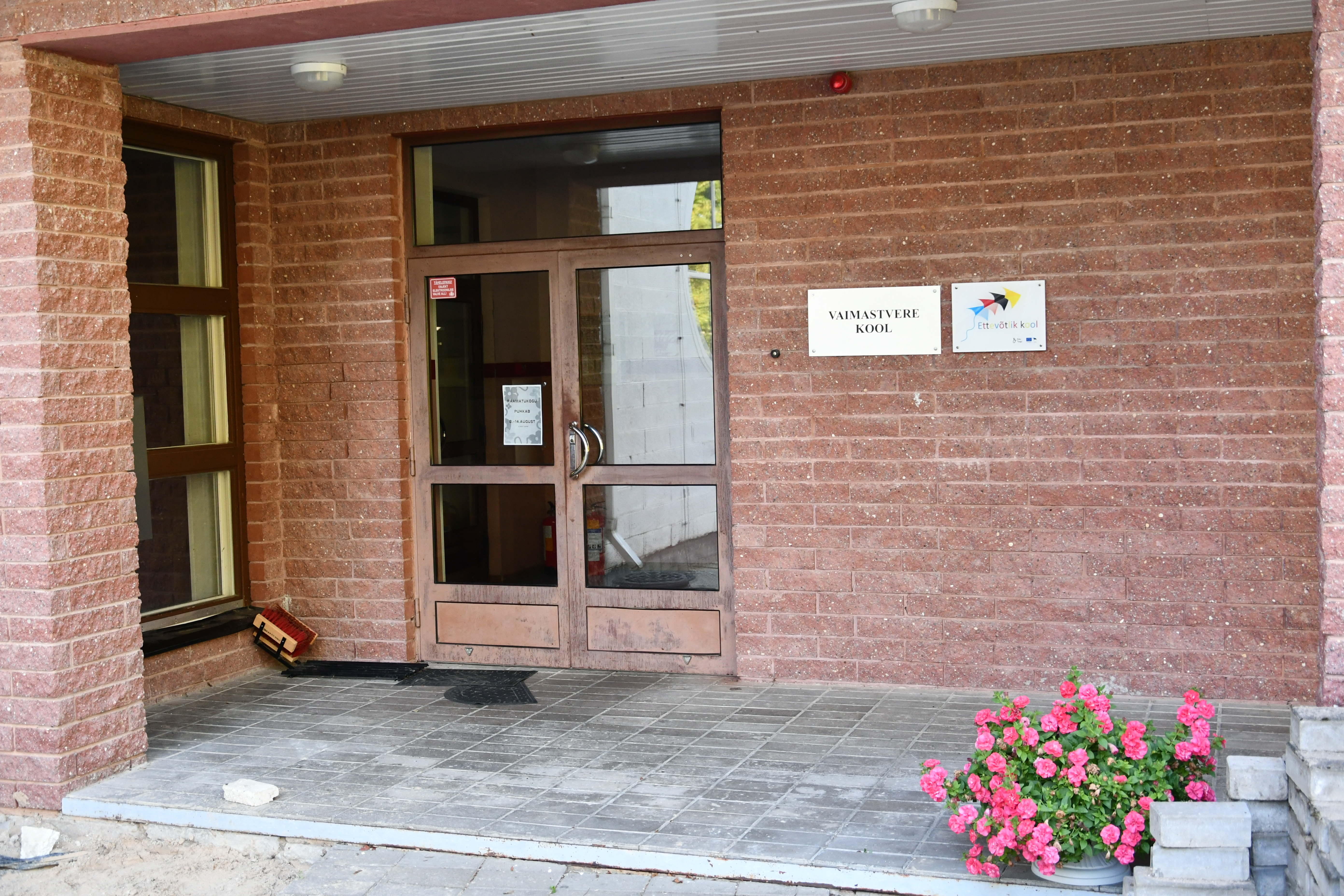
Вход в школу и библиотеку Ваймаствере
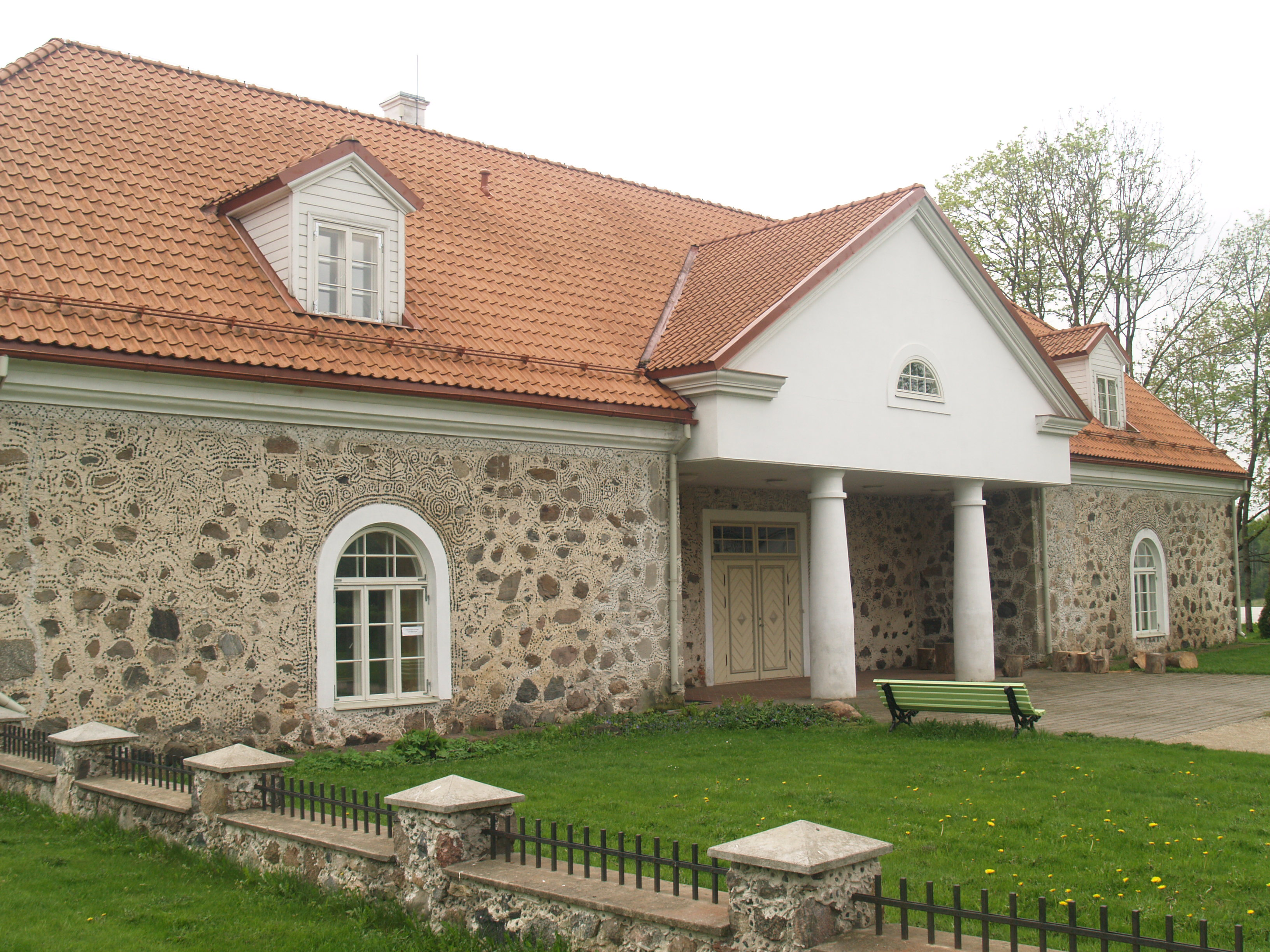
Бывший амбар мызы Ваймаствере
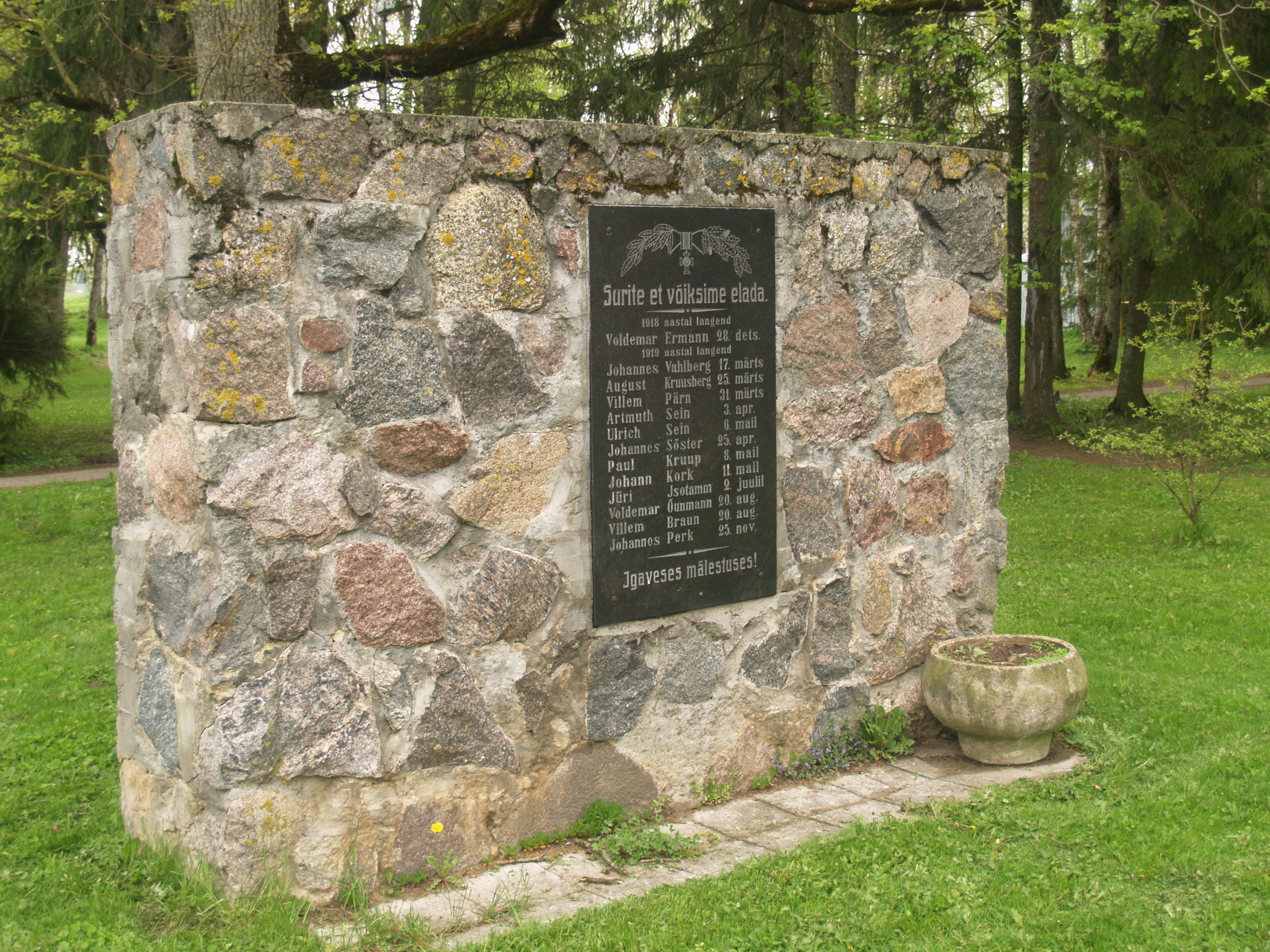
Памятник Освободительной войне в Ваймаствере